# Műszaki menedzsment
A műszaki menedzsment olyan interdiszciplináris vizsgálati szakterület, mely gazdasági-, jogi-, mérnöki- és természettudományok közötti elméletekkel, eszközökkel, metódusokkal és interszubjektív igazolható összefüggésekkel foglalkozik, elsősorban termelési-, tervezési- és vállalatgazdasági folyamatok vonatkozásában.
A műszaki menedzsment nem egy önálló tudományterület, hanem olyan több szakterületet érintő alkalmazott tudomány, amely több terület megközelítésmódját, fogalmi apparátusát és módszerét is integrálja annak érdekében, hogy sajátos vizsgálati tárgyára nézve önálló tudásanyagot hozzon létre.
A műszaki menedzsment kifejezés arra utal, hogy olyan technológiai komponenst tartalmazó folyamatról van szó, mely a különböző erőforrások – műszaki értelemben vett – tervezésére, szervezésére, irányítására és összehangolására, valamint az ezzel összefüggő tevékenységek vezérlésére és koordinálására (más szóval: menedzselésére) irányul a szervezet céljainak sikeres és hatékony elérése érdekében.
A műszaki és gazdasági folyamatokat összekapcsoló szakember a műszaki menedzser (gazdasági mérnök). 
A műszaki menedzsmentet a mérnöki tudományokhoz sorolják, így a hazai műszaki menedzser oktatás is jellemzően műszaki felsőoktatási intézményekben, a mérnöki karok szervezésével vagy azok közreműködésével zajlik. 
.

## A műszaki menedzsment szakterülete
A műszaki menedzsment műszaki- , gazdasági-, valamint jogi elméletek és rendszerek közötti összefüggéseket vizsgál azzal a céllal, hogy egyfelől  a vállalati folyamatokat műszaki szempontokból optimalizálja, másfelől a lehető leggazdaságosabb módon növelje a termelést. Fókuszában gyakran komplex rendszerek állnak, melyek magukba foglalják a fejlesztést, az implementálást, realizálást, optimalizálást, valamint az ilyen rendszerek valós üzemeltetését jogi előírások és követelmények betartásával.
A műszaki menedzsment gazdasági és technikai rendszerekre nem izoláltan, hanem holisztikusan tekint. Sokkal inkább ökonómiai és jogi szempontokból, valamint a rendszerelmélet, statisztika, operációkutatás, és további reál gazdasági-technikai rendszerek felhasználásával készít modelleket. A már meglévő vagy új valós rendszerek implementálását a készítési-, termelési-, piacképességi- és rendszer-informatikai követelmények alapján vezeti le az említett modellekből.

## A műszaki menedzsment ismeretstandardja
Az Engineering Management Body of Knowledge (EMBoK) a műszaki menedzsment ismeretanyagát definiálja, mely különféle gazdasági-, műszaki-, jogi-, valamint társadalom- és menedzsmenttudományi ágakból összetevődve alkot egy jól meghatározott egységet.
| - kvalitatív-konceptuális - kvantitatív-metodikus - gazdaságtudományi - projektorientált - funkcionális - műszaki-természettudományi |

### Kvalitatív-konceptuális
pszichológia, humánerőforrás-menedzsment, szervezeti magatartás, menedzsmentelmélet, csoportvezetés

### Kvantitatív-metodikus
statisztika, operációkutatás, döntéselmélet, szimuláció, rendszertervezés

### Gazdaságtudományi
számvitel, műszaki számvitel, vezetői számvitel, vezetői pénzügy, pénzügyi menedzsment, költségvetés, mikro- és makroökonómia, menedzsmenti gazdaságtan, műszaki gazdaságtan

### Projektorientált
projektmenedzsment, capstone és különleges projektek

### Funkcionális
operatív menedzsment, minőségmenedzsment, műszaki menedzsment, K+F menedzsment, marketingmenedzsment, marketing, műszaki jog, menedzsmenti információs rendszerek

### Műszaki-természettudományi
alkalmazott mérnöki ismeretek (gépszerkezetek, műszaki ábrázolás, robotika, stb.), alkalmazott természettudományi ismeretek (matematika, fizika, kémia és anyagtudomány)

## A műszaki menedzsment vizsgálati területei
A műszaki menedzsment vizsgálati területei az American Society for Engineering Management szerint a következők:
| - a műszaki menedzsment általános kérdései - vezetés- és szervezésmenedzsment - stratégiai tervezés- és menedzsment - pénzügyi erőforrások menedzsmentje - műszaki projektek menedzselése és kivitelezése - minőségirányítás - operatív- és ellátásilánc-menedzsment - technológiamenedzsment és kutatás-fejlesztés (K+F) - műszaki rendszerek és folyamatok fejlesztése - műszaki menedzsment jogi kérdései - magatartás és etikai kérdések |

### A műszaki menedzsment általános kérdései
A műszaki menedzsment általános kérdései közé tartozik a klasszikus értelemben vett menedzsment tevékenységek (tervezés, szabályozás, szervezés, irányítás, vezetés és vállalati politika) vizsgálata és alkalmazása műszaki-, mérnöki- és technológia-orientált környezetben.

### Vezetés- és szervezésmenedzsment
A vezetés- és szervezésmenedzsment többek közt a dolgozók motiválásával, pozitív iránymutatásával és koordinálásával foglalkozó elméleti és gyakorlati megközelítéseket jelenti.

### Stratégiai tervezés és menedzsment
A stratégiai tervezés és menedzsment lényege olyan kvalitatív és kvantitatív metódusok, valamint tudományos megközelítések alkalmazása (ide beleértve a matematikai modelleket, statisztikai és numerikus algoritmusokat), mellyel a szervezet vezetése komplex döntési problémáknál racionálisabb és jobb döntéseket tud hozni, valamint közel optimális megoldásokat találni.

### Pénzügyi erőforrások menedzsmentje
A pénzügyi erőforrások menedzsmentje köz- és vállalat-gazdaságtani, pénzügyi, számviteli, valamint költségvetési szempontokból támogatja a vállalat kapacitásaival történő gazdálkodását, valamint befektetési döntések meghozatalát.

### Műszaki projektek menedzselése és kivitelezése
A műszaki projektek menedzselése és kivitelezése egyedi termék, szolgáltatás vagy végeredmény létrehozása céljából történő egyszeri vállalkozás. Ez általában a tervezéstől egészen a piacra dobásig történő teljes folyamatot lefedi. Része a termékfejlesztés, ami egy készülék, gép vagy rendszer megtervezése olyan formában, hogy egy bizonyos gyártási folyamat révén egy eladásra kész terméket kapjunk. Ide beleértendők olyan tevékenységek is, melyek maguk után vonnak költségekkel, termeléssel, minőséggel, hatékonysággal, megbízhatósággal, szervizeléssel, élettartammal és funkcionalitással összefüggő problémák megoldását. Minden esetben különféle projektmenedzsmenti rendszerek és technikák, valamint a kivitelezéséhez szükséges mérnöki szakértelem kerül alkalmazásra.

### Minőségirányítás
A minőségirányítás szervezetek vezetésére és szabályozására irányuló összehangolt tevékenységek, melyek a vevők megelégedettségét célzó minőségirányítási rendszer stratégiai kialakítására és működtetésére törekednek. Ennek része a minőségtervezés, minőségszabályozás, minőségbiztosítás és a minőségfejlesztés is.

### Operatív- és ellátásilánc-menedzsment
Az operatív- és ellátásilánc-menedzsment a termelési folyamatok tervezésével és irányításával, valamint a termékek és szolgáltatások termeléséhez kapcsolódó üzleti folyamatok újratervezésével foglalkozik. Része az operációkutatás, mely kvantitatív modelleket készít komplex vállalati folyamatokról és ezeket a modelleket hasznosítja a döntéshozatal támogatásában. Az ellátásilánc-menedzsment az áruk, szolgáltatások és kapcsolódó információk folyamának tervezése, implementálása, menedzselése és nyomon követése – az előállítástól a fogyasztásig.

### Technológiamenedzsment és kutatás-fejlesztés (K+F)
A technológiamenedzsment és kutatás-fejlesztés (K+F) lényege az olyan módszeresen folytatott alkotómunka, amely a meglévő ismeretanyag bővítésére szolgál, valamint arra, hogy ezt az ismeretanyagot új, innovatív alkalmazások kidolgozására lehessen felhasználni.

### Műszaki rendszerek és folyamatok fejlesztése
A műszaki rendszerek és folyamatok fejlesztése magába foglalja a rendszertervezést, az üzemszervezést és a mérnöki tervezés-menedzsmentet. A rendszertervezés a tervezés és menedzsment alkalmazása komplex rendszerekre azon teljes életciklusa alatt. Az üzemszervezés (angolul: industrial engineering) összetett folyamatok, rendszerek és szervezetek fejlesztésével, optimalizálásával, valamint a folyamat vagy a vevő szempontjából értéket nem teremtő vesztesség (Lean terminológiával: muda) csökkentésével, minimalizálásával foglalkozik. A mérnöki tervezés-menedzsment olyan szokványos menedzsment praktikák adaptációját és alkalmazását jelentik, melyek közös célja egy hatékony műszaki tervezési folyamat létrejötte.

### Műszaki menedzsment jogi kérdései
A műszaki menedzsment jogi kérdései magukba foglalják mindazokat az ismereteket, melyek a műszaki rendszerek és szervezetek törvényi kereteit és lehetőségeit meghatározzák.

### Magatartási és etikai kérdéseinek
Végezetül a műszaki menedzsment magatartási és etikai kérdéseinek vizsgálati fókuszában olyan viselkedési és íratlan szabályok állnak, melyek műszaki-gazdasági környezetben jelentőséggel bírnak.

## A műszaki menedzsment rövid története
Történelmi kontextus
Az ipari tömegtermelés az 1920-as évektől egészen az 1970-es évekig jellemezte a világgazdaságot. Lényege, hogy a termelés során nagy szériában készült tömegtermékeket állítottak elő a folyamatosan bővülő, de homogén fogyasztópiac számára. A költségeket úgy igyekeztek minimálisra csökkenteni, hogy a termelés egyes részeit földrajzilag közel telepítették egymáshoz (iparvidékek, nagyvárosi agglomerációk). A termelés inkább a nemzetgazdaságokon belül zajlott, az állam pedig erőteljesen beavatkozott a gazdaság működésébe, melynek legjelentősebb ága az ipar volt: Az egész társadalom és a kultúra is az ipar köré szerveződött. A II. világháború után a fejlett országokban folyamatosan nőttek a bérek, ami jó alapot szolgáltatott a tömegfogyasztás számára. A fogyasztást fokozta a jóléti államok kialakulása is – kialakult a fogyasztói társadalom. Azonban ezt a tömegtermelésre és tömegfogyasztásra épülő rendszert az 1960-as évek után már nem lehetett fenntartani. Ennek számos oka volt, így például:
- a fogyasztást nem tudták tovább bővíteni
- megváltoztak a fogyasztási szokások. A tömegáruk helyett egyre inkább az egyedi termékek iránt kezdtek érdeklődni a fogyasztók
- a hatékony érdekképviseletnek köszönhetően nőttek a munkabérek, emiatt a termelés drágává vált, ezért a profit csökkent
- az energiapiacok külső negatív sokkhatás érte, melynek következtében az energia jelentősen megdrágult (1973-as olajválság)

| Az 1970-es évek elején a kőolaj-exportáló országok úgy határoztak, hogy csökkentik a kőolaj-kitermelést. Ez maga után vont egy 1973 október 17-én kezdődő jelentős olajár-emelkedést és a kőolaj világpiaci ára többszörösére nőtt (kőolajár-robbanás). Mivel energiára mindenhol szükség volt, nőtt a termékek ára, ami a fogyasztói árak további emelkedését, inflációt idézett elő: A gazdasági növekedés súlyos recesszióba került. Mindez jelentősen átértékeltette a fejlett világ energia-ellátásához való viszonyát, valamint a kommunista országok eladósítását vonta maga után, mellyel a keleti blokk összeroppanásához vezető folyamatok elkezdődtek (1989: Rendszerváltás). Továbbá a 70-es években válságba kerülő ipari tömegterhelés folyamatainak változását előidéző tényezők egyik fő mozgatórugója volt, és így a világgazdasági korszakváltásnak, a globalizáció kialakulásának is. |

### A műszaki menedzsment születése
A műszaki menedzsmentnek nincsen konkrét születési időpontja. Gyökerei a 20. század elejére is visszavezethetők, ugyanakkor fokozatos fejlődése, kibontakozása inkább a 20. század második felére tehető.
Az 1950-es években különböző profilú mérnökök tömegesen beszivárogtak a nagyvállalatok üzleti életébe. Közülük azok, akik vezetői pozícióba kerültek, a korábbi vezetőkhöz képest eltérő szemlélettel rendelkeztek és sokszor olyan helyzetben találták magukat, mellyel már nem tudtak megbirkózni. Ezzel párhuzamosan, de különösen az 1973-as energiaválságot követően nőtt meg az igény a hatékonyabb és gazdaságosabb termelésre. A világ, és ezzel együtt a gazdasági életben felmerülő problémák is egyre komplexebbé váltak, amely úgyszintén túlnőtt a műszaki-technológiai rálátással nem rendelkező gazdasági vezetőkön.
A vállalatok az egyetemek felé fordultak segítségért, melyek a felmerülő problémákra alapozva később az első (kezdetleges) műszaki menedzser tanterveken kezdtek el dolgozni. Cserébe a vállalatok a termelési problémáik megoldása során keletkezett modelleket, eljárásokat és tapasztalatokat visszajuttatták az egyetemekhez. A cél olyan – vezetői szemléletű – gazdasági szereplők kinevelése volt, akik mind műszaki-technológiai, mind üzleti-gazdasági szempontból is stabil lábakon állnak.
Az igény csak fokozódott, amikor az 1980-as években különféle mérnöki-, gazdasági- és menedzsmenttudományi akadémikusok, tanszékvezetők és dékánok választ kerestek Japán termelési- és minőségügyi sikereire. Ennek eredményeképpen született meg a 20. század végéig, az ipar, az oktatás és az államigazgatás több évtizedes együttműködése során formálódott és meghatározott alakot öltött diszciplína, a műszaki menedzsment – mint önálló alkalmazott tudomány.

## A műszaki menedzsment napjainkban
A műszaki menedzsment mára jól kiforrt, elterjedt és elismert tudomány a világ iparilag és technológiailag fejlett országaiban – beleértve Magyarországot. A modern gyártási technológiák (ki-)fejlesztése, valamint műszaki projektek és vállalatok vezetése integrált mérnöki-, gazdasági- és menedzsmenttudományi ismeretek nélkül gyakorlatilag elképzelhetetlen korszerű minőségügyi standardok mellett. Ráadásul a mai, állandó változásban levő világunkban minden korábbinál is fontosabb a tudás széles körű alkalmazhatósága és így a szakemberek rugalmassága, valamint rálátása több területre.

## Kapcsolódó szócikk
- ESTIEM